# Lista de deputados estaduais de Sergipe da 9.ª legislatura
Essa é uma lista de deputados estaduais eleitos para o período 1979-1983. Foram 18 eleitos.

## Composição das bancadas
| Partido | Líder                         | Bancada | Posição  |
| ------- | ----------------------------- | ------- | -------- |
| ARENA   | Manoel Conde Sobral           | 12 / 18 | Governo  |
| MDB     | Baltazar Francisco dos Santos | 6 / 18  | Oposição |

## Deputados estaduais
| Número | Deputados estaduais eleitos    | Partido | Votação | Percentual | Cidade onde nasceu | Unidade federativa |
| 11315  | José Teles de Mendonça         | ARENA   | 12.498  | 4,37%      | Itabaiana          | Sergipe            |
| 15526  | Reinaldo Moura                 | MDB     | 11.795  | 4,12%      | Salvador           | Bahia              |
| 11631  | Manoel Conde Sobral            | ARENA   | 11.474  | 4,01%      | Salgado            | Sergipe            |
| 11434  | José Cleonâncio da Fonseca     | ARENA   | 10.599  | 3,71%      | Boquim             | Sergipe            |
| 11365  | Américo Alves dos Santos       | ARENA   | 9.766   | 3,41%      | Japaratuba         | Sergipe            |
| 11625  | Hélio Dantas                   | ARENA   | 9.539   | 3,33%      | Aracaju            | Sergipe            |
| 11235  | Chico Passos                   | ARENA   | 9.136   | 3,19%      | Ribeirópolis       | Sergipe            |
| 11311  | Artur Reis                     | ARENA   | 9.045   | 3,16%      | Lagarto            | Sergipe            |
| 11117  | Luiz Alves de Oliveira Filho   | ARENA   | 8.982   | 3,14%      | Cristinápolis      | Sergipe            |
| 11298  | Luiz Augusto Carvalho Ribeiro  | ARENA   | 8.821   | 3,08%      | Lagarto            | Sergipe            |
| 11139  | Luciano Andrade Prado          | ARENA   | 8.751   | 3,06%      | Aracaju            | Sergipe            |
| 11515  | Toinho Nery                    | ARENA   | 8.535   | 2,98%      | Salvador           | Bahia              |
| 11366  | Messias Góis                   | ARENA   | 7.955   | 2,78%      | Ribeirópolis       | Sergipe            |
| 15859  | Guido Azevedo                  | MDB     | 7.662   | 2,68%      | Neópolis           | Sergipe            |
| 15601  | Leopoldo de Araújo Sousa Neto  | MDB     | 6.359   | 2,22%      | Estância           | Sergipe            |
| 15137  | Jonas da Silva Amaral          | MDB     | 5.094   | 1,78%      | Aracaju            | Sergipe            |
| 15276  | Hildebrando Dias Costa         | MDB     | 5.067   | 1,77%      | Itabaianinha       | Sergipe            |
| 15415  | Balthazar Francisco dos Santos | MDB     | 4.530   | 1,58%      | Ribeirópolis       | Sergipe            |